# Михайлова Буда
Миха́йлова Бу́да— деревня в Смоленской области России, в Хиславичском районе. Население — 1 житель (2007 год) . Расположена в юго-западной части области в 11 км к западу от Хиславичей, в 8 км к югу от автодороги Хиславичи — Монастырщина.
Административный центр Корзовского сельского поселения.

## История
Название произошло от слова Буда — в прошлом предприятие по производству поташа, расположенное в лесу. В 1931 году в деревне был организован первый колхоз «Заря Свободы». В 1952 году колхоз слился с колхозом «Лобановский» из деревни Лобановка.
С 1960 по 2004 год деревня была в составе Лобановского сельского совета.